# Guo Yan
Guo Yan (chinesisch 郭焱, Pinyin Guō Yàn; * 24. Juni 1982 in Peking, Volksrepublik China) ist eine chinesische Tischtennisspielerin. Sie holte mehrere Titel bei Asien- und Weltmeisterschaften und qualifizierte sich 2012 für die Teilnahme an den Olympischen Spielen.

## Werdegang
Seit 2003 wurde Guo Yan (bis 2012) für neun Weltmeisterschaften nominiert. Mit dem Damenteam holte sie dabei 2006, 2008 und 2012 Gold sowie 2010 Silber. 2005 unterlag sie im Endspiel des Einzelwettbewerbs ihrer Landsfrau Zhang Yining, 2009 und 2011 wurde sie im Doppel mit Ding Ning Zweite.
Insgesamt acht Titel gewann sie bei den Asienmeisterschaften, davon allein vier im Jahre 2012, nämlich im Einzel, im Doppel mit Ding Ning, im Mixed mit Xu Xin und mit der chinesischen Damenmannschaft. Mit dem Damenteam hatte sie bereits 2003 und 2007 gesiegt, im Doppel war sie noch 2003 mit Li Nan und 2005 mit Liu Shiwen erfolgreich. Auch beim Asian Cup wurde sie 2005 und 2011 Erste im Einzel. Den World Cup gewann sie 2006 und 2011 im Einzel und 2011 mit der Mannschaft.
Bei den ITTF-Pro-Tour-Turnieren gewann sie in den Grand Finals 2008 und 2009 im Einzel.
2012 qualifizierte sie sich aufgrund ihrer Weltranglisten-Position für die die Olympischen Spiele, allerdings wurde ihr die Teilnahme vom chinesischen Tischtennisverband verweigert und stattdessen Ding Ning nominiert. Daraufhin beendete sie 2013 ihre internationale Laufbahn.

## Turnierergebnisse
| Verband | Veranstaltung           | Jahr | Ort             | Land | Einzel        | Doppel        | Mixed         | Team    |
| ------- | ----------------------- | ---- | --------------- | ---- | ------------- | ------------- | ------------- | ------- |
| CHN     | Asienmeisterschaft ATTU | 2012 | Macau           | MAC  | Gold          | Gold          | Gold          | 1       |
| CHN     | Asienmeisterschaft ATTU | 2007 | Yangzhou        | CHN  | Halbfinale    |               | Viertelfinale | 1       |
| CHN     | Asienmeisterschaft ATTU | 2005 | Jeju-do         | KOR  | Viertelfinale | Gold          | Viertelfinale |         |
| CHN     | Asienmeisterschaft ATTU | 2003 | Bangkok         | THA  | letzte 16     | Gold          | Halbfinale    | 1       |
| CHN     | Asian Cup               | 2011 | Changsha        | CHN  | Platz 1       |               |               |         |
| CHN     | Asian Cup               | 2005 | New Delhi       | IND  | Platz 1       |               |               |         |
| CHN     | Asian Cup               | 2004 | Kitakyushu      | JPN  | 5. Platz      |               |               |         |
| CHN     | Asienspiele             | 2010 | Guangzhou       | CHN  |               |               | Gold          | 1       |
| CHN     | Asienspiele             | 2006 | Doha            | QAT  |               |               | Viertelfinale | 1       |
| CHN     | Asienspiele             | 2002 | Busan           | KOR  |               | Halbfinale    |               | 2       |
| CHN     | Pro Tour                | 2012 | Incheon City    | KOR  | letzte 16     |               |               |         |
| CHN     | Pro Tour                | 2012 | Incheon City    | KOR  | letzte 16     |               |               |         |
| CHN     | Pro Tour                | 2012 | Incheon City    | KOR  | letzte 16     |               |               |         |
| CHN     | Pro Tour                | 2012 | Velenje         | SLO  | Halbfinale    | Gold          |               |         |
| CHN     | Pro Tour                | 2012 | Budapest        | HUN  | Silber        |               |               |         |
| CHN     | Pro Tour                | 2011 | Stockholm       | SWE  | Gold          | Gold          |               |         |
| CHN     | Pro Tour                | 2011 | Suzhou          | CHN  | Gold          | Gold          |               |         |
| CHN     | Pro Tour                | 2011 | Dortmund        | GER  | Gold          | letzte 16     |               |         |
| CHN     | Pro Tour                | 2011 | Dubai           | UAE  | Silber        | Viertelfinale |               |         |
| CHN     | Pro Tour                | 2011 | Doha            | QAT  | Halbfinale    | Silber        |               |         |
| CHN     | Pro Tour                | 2011 | Sheffield       | ENG  | Silber        | Gold          |               |         |
| CHN     | Pro Tour                | 2010 | Suzhou          | CHN  | Viertelfinale | letzte 16     |               |         |
| CHN     | Pro Tour                | 2010 | Kuwait City     | KUW  | Halbfinale    | Gold          |               |         |
| CHN     | Pro Tour                | 2010 | Doha            | QAT  | Halbfinale    |               |               |         |
| CHN     | Pro Tour                | 2009 | Warschau        | POL  | Halbfinale    | Silber        |               |         |
| CHN     | Pro Tour                | 2009 | Sheffield       | ENG  | Gold          | Silber        |               |         |
| CHN     | Pro Tour                | 2009 | Su Zhou         | CHN  | letzte 32     | Halbfinale    |               |         |
| CHN     | Pro Tour                | 2009 | Doha            | QAT  | letzte 16     | Viertelfinale |               |         |
| CHN     | Pro Tour                | 2009 | Kuwait City     | KUW  | Halbfinale    | Viertelfinale |               |         |
| CHN     | Pro Tour                | 2009 | Velenje         | SVN  | Viertelfinale | Halbfinale    |               |         |
| CHN     | Pro Tour                | 2008 | Shanghai        | CHN  | Halbfinale    | Scratched     |               |         |
| CHN     | Pro Tour                | 2008 | Singapur        | SIN  | Silber        |               |               |         |
| CHN     | Pro Tour                | 2008 | Daejeon         | KOR  |               | Viertelfinale |               |         |
| CHN     | Pro Tour                | 2008 | Daejeon         | KOR  | Silber        | Viertelfinale |               |         |
| CHN     | Pro Tour                | 2008 | Yokohama        | JPN  | Halbfinale    |               |               |         |
| CHN     | Pro Tour                | 2008 | Doha            | QAT  | Silber        | Viertelfinale |               |         |
| CHN     | Pro Tour                | 2008 | Kuwait City     | KUW  | Viertelfinale | Viertelfinale |               |         |
| CHN     | Pro Tour                | 2007 | Stockholm       | SWE  | Silber        | Halbfinale    |               |         |
| CHN     | Pro Tour                | 2007 | Bremen          | GER  | Halbfinale    | Viertelfinale |               |         |
| CHN     | Pro Tour                | 2007 | Toulouse        | FRA  | letzte 16     | Gold          |               |         |
| CHN     | Pro Tour                | 2007 | Wels            | AUT  | Silber        | letzte 16     |               |         |
| CHN     | Pro Tour                | 2007 | Shenzhen        | CHN  | Halbfinale    | Gold          |               |         |
| CHN     | Pro Tour                | 2007 | Nanjing         | CHN  | Silber        | letzte 16     |               |         |
| CHN     | Pro Tour                | 2007 | Chiba           | JPN  | Silber        |               |               |         |
| CHN     | Pro Tour                | 2007 | Salwa Cup       | KUW  | Halbfinale    | Silber        |               |         |
| CHN     | Pro Tour                | 2007 | Doha            | QAT  | Halbfinale    | Viertelfinale |               |         |
| CHN     | Pro Tour                | 2007 | Velenje         | SVN  | Viertelfinale | Gold          |               |         |
| CHN     | Pro Tour                | 2007 | Zagreb          | HRV  | Halbfinale    | letzte 16     |               |         |
| CHN     | Pro Tour                | 2006 | Yokohama        | JPN  | Silber        | letzte 16     |               |         |
| CHN     | Pro Tour                | 2006 | Guangzhou       | CHN  | Halbfinale    | Halbfinale    |               |         |
| CHN     | Pro Tour                | 2006 | Singapur        | SIN  | Halbfinale    | letzte 16     |               |         |
| CHN     | Pro Tour                | 2006 | Kunshan         | CHN  | Halbfinale    | letzte 16     |               |         |
| CHN     | Pro Tour                | 2006 | Kuwait City     | KUW  | Halbfinale    | Halbfinale    |               |         |
| CHN     | Pro Tour                | 2006 | Doha            | QAT  | Halbfinale    | Viertelfinale |               |         |
| CHN     | Pro Tour                | 2005 | Yokohama        | JPN  | Silber        | Halbfinale    |               |         |
| CHN     | Pro Tour                | 2005 | Harbin          | CHN  | Halbfinale    | Gold          |               |         |
| CHN     | Pro Tour                | 2004 | Wels            | AUT  | letzte 16     | Viertelfinale |               |         |
| CHN     | Pro Tour                | 2004 | Leipzig         | GER  | Silber        | Silber        |               |         |
| CHN     | Pro Tour                | 2004 | Kobe            | JPN  | Halbfinale    | Halbfinale    |               |         |
| CHN     | Pro Tour                | 2004 | Changchun       | CHN  | Halbfinale    | Viertelfinale |               |         |
| CHN     | Pro Tour                | 2004 | Athen           | GRE  | Halbfinale    | Silber        |               |         |
| CHN     | Pro Tour                | 2003 | Malmö           | SWE  | Halbfinale    | letzte 16     |               |         |
| CHN     | Pro Tour                | 2003 | Aarhus          | DEN  | Halbfinale    | Halbfinale    |               |         |
| CHN     | Pro Tour                | 2003 | Bremen          | GER  | Halbfinale    | Halbfinale    |               |         |
| CHN     | Pro Tour                | 2003 | Kobe            | JPN  | Silber        | Silber        |               |         |
| CHN     | Pro Tour                | 2003 | Guangzhou       | CHN  | Silber        | Silber        |               |         |
| CHN     | Pro Tour                | 2003 | Jeju-Si         | KOR  | Gold          | Viertelfinale |               |         |
| CHN     | Pro Tour                | 2003 | Croatia         | HRV  | Halbfinale    | Viertelfinale |               |         |
| CHN     | Pro Tour                | 2002 | Farum           | DEN  | letzte 32     | letzte 16     |               |         |
| CHN     | Pro Tour                | 2002 | Warschau        | POL  | Silber        | letzte 16     |               |         |
| CHN     | Pro Tour                | 2002 | Gangneung City  | KOR  | letzte 32     | Gold          |               |         |
| CHN     | Pro Tour                | 2002 | Fort Lauderdale | USA  | Viertelfinale | Viertelfinale |               |         |
| CHN     | Pro Tour                | 2002 | Doha            | QAT  | Viertelfinale | Halbfinale    |               |         |
| CHN     | Pro Tour                | 2001 | Skövde          | SWE  | Gold          | Silber        |               |         |
| CHN     | Pro Tour                | 2001 | Fort Lauderdale | USA  | letzte 32     | letzte 16     |               |         |
| CHN     | Pro Tour                | 2001 | Hainan          | CHN  | Silber        | letzte 16     |               |         |
| CHN     | Pro Tour                | 2001 | Zagreb          | HRV  | Gold          | Rd 1          |               |         |
| CHN     | Pro Tour                | 2000 | Farum           | DEN  | letzte 16     | letzte 16     |               |         |
| CHN     | Pro Tour Grand Finals   | 2011 | London          | ENG  | Viertelfinale |               |               |         |
| CHN     | Pro Tour Grand Finals   | 2009 | Macau           | MAC  | Gold          |               |               |         |
| CHN     | Pro Tour Grand Finals   | 2008 | Macao           | MAC  | Gold          |               |               |         |
| CHN     | Pro Tour Grand Finals   | 2007 | Peking          | CHN  | Halbfinale    |               |               |         |
| CHN     | Pro Tour Grand Finals   | 2006 | Hong-Kong       | HKG  | Viertelfinale |               |               |         |
| CHN     | Pro Tour Grand Finals   | 2005 | Fuzhou          | CHN  |               | Viertelfinale |               |         |
| CHN     | Pro Tour Grand Finals   | 2003 | Guangzhou       | CHN  | Halbfinale    | Halbfinale    |               |         |
| CHN     | Pro Tour Grand Finals   | 2002 | Stockholm       | SWE  | Halbfinale    |               |               |         |
| CHN     | Pro Tour Grand Finals   | 2001 | Hainan          | CHN  | Halbfinale    |               |               |         |
| CHN     | Weltmeisterschaft       | 2012 | Dortmund        | GER  |               |               |               | 1       |
| CHN     | Weltmeisterschaft       | 2011 | Rotterdam       | NED  | Viertelfinale | Silber        |               |         |
| CHN     | Weltmeisterschaft       | 2010 | Moskau          | RUS  |               |               |               | 2       |
| CHN     | Weltmeisterschaft       | 2009 | Yokohama        | JPN  | letzte 16     | Silber        |               |         |
| CHN     | Weltmeisterschaft       | 2008 | Guangzhou       | CHN  |               |               |               | 1       |
| CHN     | Weltmeisterschaft       | 2007 | Zagreb          | HRV  | Halbfinale    | keine Teiln.  | letzte 16     |         |
| CHN     | Weltmeisterschaft       | 2006 | Bremen          | GER  |               |               |               | 1       |
| CHN     | Weltmeisterschaft       | 2005 | Shanghai        | CHN  | Silber        | Halbfinale    | Halbfinale    |         |
| CHN     | Weltmeisterschaft       | 2003 | Paris           | FRA  | letzte 32     |               |               |         |
| CHN     | World Cup               | 2011 | Magdeburg       | GER  |               |               |               | Platz 1 |
| CHN     | World Cup               | 2010 | Kuala Lumpur    | MAS  | Gold          |               |               |         |
| CHN     | World Cup               | 2006 | Urumqi          | CHN  | Gold          |               |               |         |
| CHN     | World Cup               | 2005 | Guangzhou       | CHN  | Silber        |               |               |         |
| CHN     | WTC-World Team Cup      | 2010 | Dubai           | UAE  |               |               |               | Platz 1 |